# 家得利
上海家得利超市有限公司是中華人民共和國上海市歷史上的一家超市連鎖店，成立于1998年3月。最初投资方是上海城开集团。截至2010年，家得利是上海第三大超市，拥有154家连锁超市。2010年10月26日，海航集团旗下海航商业控股有限公司全资收购上海家得利超市有限公司。2010年4月到2012年底，家得利新开门店只有6家。2021年2月10日，海南省高级人民法院裁定受理上海家得利超市有限公司破产重整一案。